# Notostenus viridis
Notostenus viridis là một loài bọ cánh cứng trong họ Cleridae. Loài này được Thunberg miêu tả khoa học năm 1781.